# Omrane Sadok
Omrane Sadok (* 15. Oktober 1937 in Tunis; † 16. August 2021 ebenda) war ein tunesischer Boxer.

## Werdegang
Omrane Sadok war zwischen 1955 und 1960 als Amateurboxer aktiv. In dieser Zeit bestritt er 39 Kämpfe, wovon er 38 für sich entschied. Unter anderem wurde er in dieser Zeit vierfacher tunesischer Meister (1956, 1957, 1958 und 1960) und gewann Gold bei den Mittelmeerspielen 1959. Bei den Olympischen Sommerspielen 1960 in Rom belegte er im Weltergewichtsturnier den neunten Platz. Anschließend wurde er Profiboxer und konnte 18 seiner Profikämpfe gewinnen.